# Alain Dupuis
 (juillet 2014).
Si vous disposez d'ouvrages ou d'articles de référence ou si vous connaissez des sites web de qualité traitant du thème abordé ici, merci de compléter l'article en donnant les références utiles à sa vérifiabilité et en les liant à la section « Notes et références ».
Pour les articles homonymes, voir Dupuis (homonymie).
Alain, Casimir, René Dupuis, né le 8 juin 1938 à Saint-Germain-Village dans le département de l'Eure, et mort le 30 juin 2006 dans le 20ème arrondissement de Paris est un peintre et licier français.

## Biographie
Alain Dupuis dépose un brevet d'invention en 1964, ayant trouvé une technique alliant rapidité d'exécution et liberté pour la tapisserie. La même année, il ouvre son atelier qui a produit plus de cinq cents tapisseries de lui-même et de nombreux artistes. Il a également réalisé un millier de tapisseries monumentales.
« Un principe simple consistant à coller des matériaux textiles de toute nature sur un support toilé sur lequel l'œuvre a réaliser a été préalablement tracé. Les fibres maintenues par une colle provisoire de montage sont piquées par un fil dont la couleur a été choisie avec soin, perpendiculairement aux fibres ou suivant un tracé prévu dans le projet, tramant et structurant l'ensemble. Une machine à “torsader” a permis auparavant de fabriquer tous les mélanges nécessaires dans des couleurs et des matériaux naturels ou synthétiques, qui accentuent la richesse et les caractères de l'ensemble. La technique a progressé rapidement devant les préoccupations variées de 150 artistes qui y ont fait appel, ceux-ci ayant en commun le goût du mur et de la laine, plus que l'appartenance à une école ou une tendance. Mes amis peintres et sculpteurs apportent à l'atelier des propositions d'une extrême variété dont je dois assurer la mise en laine. » — Alain Dupuis,
Parmi les très nombreux artistes qui ont confié à Alain Dupuis leurs œuvres pour la réalisation des tapisseries, on trouve Lucien Fleury, Joël Kermarrec et Riccardo Licata.